# Címvédő
A címvédő annak a sportolónak vagy sportcsapatnak a megjelölése, aki egy sorozatban megrendezett sportversenyen a győztesnek járó címet (bajnoki címet, kupagyőzelmet stb.) a legutóbbi alkalommal nyerte el. A kifejezést főleg a sportsajtóban használják. Csak addig nevezik címvédőnek, amíg sikersorozata meg nem szakad. (Ezután a friss győztest nevezik címvédőnek).
Egyes sportágakban a címvédő bizonyos előnyökhöz juthat, így pl. a Formula–1 esetében a rajtolásnál vagy kieséses rendszerű tornákon a kiemelésnél.